# Rivière Moose
Rivière Moose är ett vattendrag i Kanada.   Det ligger i provinsen Québec, i den sydöstra delen av landet, 300 km öster om huvudstaden Ottawa. Rivière Moose ligger vid sjön Lac Aylmer.
I omgivningarna runt Rivière Moose växer i huvudsak blandskog. Runt Rivière Moose är det glesbefolkat, med 10 invånare per kvadratkilometer.